# Psilonychus parkeri
Psilonychus parkeri är en skalbaggsart som beskrevs av Louis Albert Péringuey 1904. Psilonychus parkeri ingår i släktet Psilonychus och familjen Melolonthidae. Inga underarter finns listade i Catalogue of Life.